# Puccinellia simplex
Puccinellia simplex — вид цветковых растений рода Бескильница (лат. Puccinellia).

## Ареал и местообитание
Обитает в Калифорнии, где растёт в минеральных источниках и других влажных местах с солёными почвами: в Калифорнийской долине, пустыне Мохаве и других местах. Вид был также обнаружен в Юте, однако там он, вероятно, является интродуцированным видом.

## Ботаническое описание
Однолетнее травянистое растение высотой около 25 см. Соцветие — колос, как правило, длинный и узкий, с параллельными веточками, несущими маленькие колоски.